# Шаханови
Шаханови е виден старозагорски род на търговци и предприемачи от втората четвърт на XIX до първата четвърт на XX в., специализирал се главно в производството на спиртни напитки.
Името на рода идва от богатия търговец Шаханов (или само Шахан) в Стара Загора. Става известно в региона и страната благодарение на неговия зет Георги и особено на внука Васил. Според легенда първият носител на фамилията бил соколар на султана, от там е името Шахън (на турски: сокол).

## Георги Шаханов
Бъдещият му зет Георги пристига в града с тарга лимонада от Лозенград. Става помощник при търговеца Шаханов. Оженва се за негова дъщеря и приема фамилното име Шаханов. Според семейната легенда чорбаджията имал само дъщери и нямало кой да наследи имането и бизнеса. Шахан предложил на Георги да се ожени за негова дъщеря и да продължи делото му, но да приеме и фамилното му име. Така става Георги Шаханов, с фамилията на жена си.
Г. Шаханов става известен в града като собственик на лозя, производител и търговец на алкохол. Има 4 деца: Васил, Петко, Еленка и Радка.

### Васил Шаханов
Първородният му син Васил основава първата в Стара Загора българска конячна фабрика и спиртоварница (1876). Започва производство на бели и червени вина, плодови ракии, коняци, вермути, ликьори, винен оцет.
Шаханов е общински съветник от 1894 до 1896 г. Той е активна обществена фигура в града до края на Първата световна война. Развива широка благотворителна дейност. В навечерието на Коледа и Великден нареждал тайно да поставят пред вратите на най-бедните семейства чувалче брашно, захар и бутилка шарлан. Основен спомоществовател е при строителството на Старозагорския театър.
Заедно с жена си Анка Шаханова е член на благотворителни дружества като „Добрий самарянин“, които подпомага финансово. Името му е вписано в Паметната книга на дарителите на Археологическо дружество „Августа Траяна“. Ежегодно спонсорира бедни българчета да учат в Русия. Награждаван е 2 пъти с орден „За граждански заслуги“ и е сред най-старите и уважавани членове на Пловдивската търговска камара.
Умира от бъбречна недостатъчност в Белград по време на семейно пътуване към Европа 1909 година, по други данни в началото на 1920-те години. Фабриката на Шаханови в Стара Загора е закрита през 1925 г. и семейството се изселва в София.

### Петко Шаханов
Синът му Петко (1858 – 1921) завършва физика в Санкт Петербург и се нарежда сред най-известните и уважавани учители по физика в страната. Учителства в Солунската мъжка и девическа гимназия и 2 софийска мъжка гимназия. Той е първият директор на Висшия педагогически курс в Пловдив, открит през 1909 г.
Съпругата му Евгения е добра пианистка, дъщеря на руски военен инженер и французойка. Имат 3 дъщери: Елена (лекарка), Олга (художничка) и Надежда (агрономка).

## Други Шаханови
Носители на фамилията Шаханов живеят в Казанлък, Пловдив, Русе, София и дори в Италия.